# 查干补力格苏木
查干补力格苏木，是中华人民共和国内蒙古自治区乌兰察布市四子王旗下辖的一个乡镇级行政单位。

## 行政区划
查干补力格苏木下辖以下地区：
巴音嘎查牧委会、格日乐图雅嘎查牧委会、山滩嘎查牧委会、查干补力格嘎查牧委会、敖包图嘎查牧委会、白音忽拉嘎查牧委会、白音补力格嘎查牧委会和准额和嘎查牧委会。